# 데레사여자고등학교
데레사여자고등학교(데레사女子高等學校)는 대한민국 부산광역시 동구 범일동에 있는 사립 고등학교이다.

## 학교 연혁
- 1954년 5월 10일 : 중학교 3학급, 고등학교 2학급으로 편성 개교, 초대 교장에 소화보육원 원장 정재석 신부 부임
- 1954년 6월 1일 : 데레사여자중, 고등학교 설립 인가 신청
- 1954년 9월 1일 : 중학교 9학급, 고등학교 6학급으로 문교부장관의 설립 인가 받음 (문보 제1561호)
- 1955년 3월 1일 : 수정동 신축 교사로 이전
- 1955년 7월 1일 : 부산시 수정동(水晶) 산 35번지에 교지 20,755평을 확보, 목조 가교사를 신축하기 시작, 보건장 및 교사 신축지정지 완료
- 1956년 2월 27일 : 고등학교 제1회 졸업식(37명)
- 1957년 3월 14일 : 야간부 설치 정식 인가 (중학교 3학급, 고등학교 3학급) (문제 536호)
- 1957년 4월 1일 : 부산시 동구 범일동 1375번지에 본교사(현재 건물) 신축 착공
- 1957년 9월 29일 : 수정동 가교사로부터 범일동 신축 본관으로 환원 이전함 (22개 교실)
- 1969년 9월 1일 : 중, 고교 분리
- 1997년 1월 20일 : 학교 경영 법인 변경(통합) 인가(교육부 대학 81422 58) (재단 법인 천주교 부산교구 유지재단에서 학교법인 성모학원으로 변경)
- 2017년 3월 1일 : 제12대 송병기 교장 취임
- 2025년 2월 5일 : 제70회 졸업식(160명, 누적인원 27,203명)
- 2025년 3월 4일 : 신입생 167명 입학

## 참고 자료
- 데레사여자고등학교 - 한국교육학술정보원 학교알리미